# British Journal of Cancer
British Journal of Cancer, abgekürzt Br. J. Canc., ist eine Fachzeitschrift, die im Auftrag von Cancer Research UK durch die Nature Publishing Group herausgegeben wird. Die Erstausgabe erschien im März 1947. Derzeit werden 24 Ausgaben im Jahr publiziert. Die Zeitschrift veröffentlicht Artikel zu den verschiedenen Aspekten der Krebsentstehung und -behandlung. Folgende fünf Themenschwerpunkte werden bearbeitet:
- Klinische Studien
- Translationale Therapie
- Molekulare Diagnostik
- Genetik und Genomik
- Epidemiologie[1]

Der Impact Factor des Journals liegt im Jahr 2016 bei 6,176. Nach der Statistik des ISI Web of Knowledge wird das Journal mit diesem Impact Factor in der Kategorie Onkologie an 32. Stelle von 217 Zeitschriften geführt.
Herausgeber ist Adrian L. Harris, University College London, Vereinigtes Königreich.